# Eléa de Gansová
Eléa Karolina de Gansová (* 6. července 1993 Harderwijk) je bývalá nizozemská zápasnice – judistka českého původu, která v letech 2014 a 2015 reprezentovala Česko.
Pochází z nizozemsko-české rodiny. Její matka Petra je rodačkou z Rožnova pod Radhoštěm. S judem začínala v nizozemském Heerenveenu. V roce 2013 jako úřadující nizozemská mistryně využila původ své matky k prosazení se na mezinárodní úrovní za českou reprezentaci. V roce 2014 a 2015 startovala na mezinárodních turnajích v lehké váze do 57 kg bez výraznějšího výsledku a v roce 2016 vzdala naději kvalifikovat se na olympijské hry v Riu. Sportovní kariéru ukončila v roce 2017.